# 1925 Франклін-Адамс
1925 Франклін-Адамс (1925 Franklin-Adams) — астероїд головного поясу, відкритий 9 вересня 1934 року.
Тіссеранів параметр щодо Юпітера — 3,405.